# Alekseevka (Oblast' di Samara)
Alekseevka (in russo Алексеевка?) è un villaggio dell'oblast' di Samara in Russia; è il centro amministrativo del distretto Alekseevskij.
Si trova sulle rive del fiume S"ezžaja, 70 km a ovest della stazione ferroviaria di Bogatoe.